# Za dom spremni
 (mai 2023).
Za dom spremni ou Za dom - spremni ! (en français : Pour la patrie - Prêt) est un salut nationaliste croate. 
Utilisé dès le XVIIe siècle par l'écrivain et historien Pavao Ritter Vitezović (en), il a aussi été utilisé en Croatie pendant la Seconde Guerre mondiale.

## Seconde Guerre mondiale
Au cours de la Seconde Guerre mondiale, les Ustaše, un mouvement de nationalistes fascistes croates radicaux, dirigèrent l'État indépendant de Croatie (1941-1945), créé après l'invasion et la dissolution du royaume de Yougoslavie. Le salut Za Dom - Spremni! a été immédiatement institué comme un nouveau salut révolutionnaire à utiliser dans la correspondance officielle et la vie quotidienne. Le 10 avril 1941, Slavko Kvaternik, désigné commandant en chef des forces armées de l'État et député du chef de l'État (Poglavnik), Ante Pavelić, proclama la création de l'État à Radio Zagreb et mit fin à la déclaration avec Bog i Hrvati! Za dom spremni! (en français : Dieu et les Croates! Pour la patrie - prêts!).
En octobre 1941, le ministre d'État de l'Éducation et de la Culture, Mile Budak, édicta des règles strictes concernant l'utilisation obligatoire du salut. En juillet 1941, Jure Francetić, commissaire d'Ustaša à Sarajevo, a adressé une circulaire aux autorités de l'État sur l'importance d'utiliser le salut oustachi. Comme le note l'historien britannique Rory Yeomans, les autorités oustachis ont été déçues par la faible acceptation du salut par la population, même dans les régions où le nouveau régime avait bénéficié d'un soutien. Les représentants de l'État et la presse contrôlée par le gouvernement se sont constamment plaints de l'absence de recours au nouveau salut, et ont menacé de sanctions et réprimandé ceux qui ne l'utilisaient pas.
En 1944, les journaux ont averti les lecteurs que « dans l'État indépendant de Croatie, il n'y a qu'un salut : pour la patrie - prêt ! ». Selon Yeomans, le mouvement oustachi considérait que l'utilisation du nouveau salut n'était pas seulement une question de pureté idéologique, mais aussi d'orgueil national. Mijo Bzik, un officiel oustachi, attaqua furieusement toutes les autres salutations en tant qu'étrangères, serviles et esclaves. Tous les rapports et documents officiels émanant du gouvernement et de l'armée se terminaient généralement par « Za dom spremni. »
Tous les rapports et documents officiels des gouvernements et de l'armée se terminaient généralement par « Za dom spremni. » Ante Pavelić a utilisé ce salut pour mettre fin à toute sa correspondance privée, même après la guerre, en exil (1945-1956).
Dans le cadre de sa nouvelle politique culturelle et linguistique, le gouvernement s'est efforcé de remplacer bonjour en répondant au téléphone par prêt (même si, ironiquement, le premier est utilisé en Allemagne, l'État indépendant de Croatie était un allié de cette dernière). Le Bureau du renseignement et de la propagande de l'État (DIPU) souhaitait évaluer le nombre de personnes ayant utilisé le salut en les appelant au hasard par téléphone et en indiquant si elles répondaient avec « bonjour » ou « prêt ». Certains de ceux qui n'ont pas répondu prêt se serait, selon Yeomans, vu leur téléphone confisqué
Pendant ce temps, le salut a été utilisé de différentes manières, par exemple comme Za poglavnika i za dom spremni! et sous forme de question et réponse : Za dom ?! - Spremni, Za koga ?! - Za poglavnika (Pour la patrie ? ! - Préparé !, Pour qui ? ! Pour le Poglavnik !). Il y avait aussi l'usage de Za Boga i poglavnika svoga - Uvijek spremni! (Pour Dieu et notre Poglavnik - Toujours prêt !) sur divers drapeaux de l'État indépendant de Croatie.